# Tomas J. Philipson

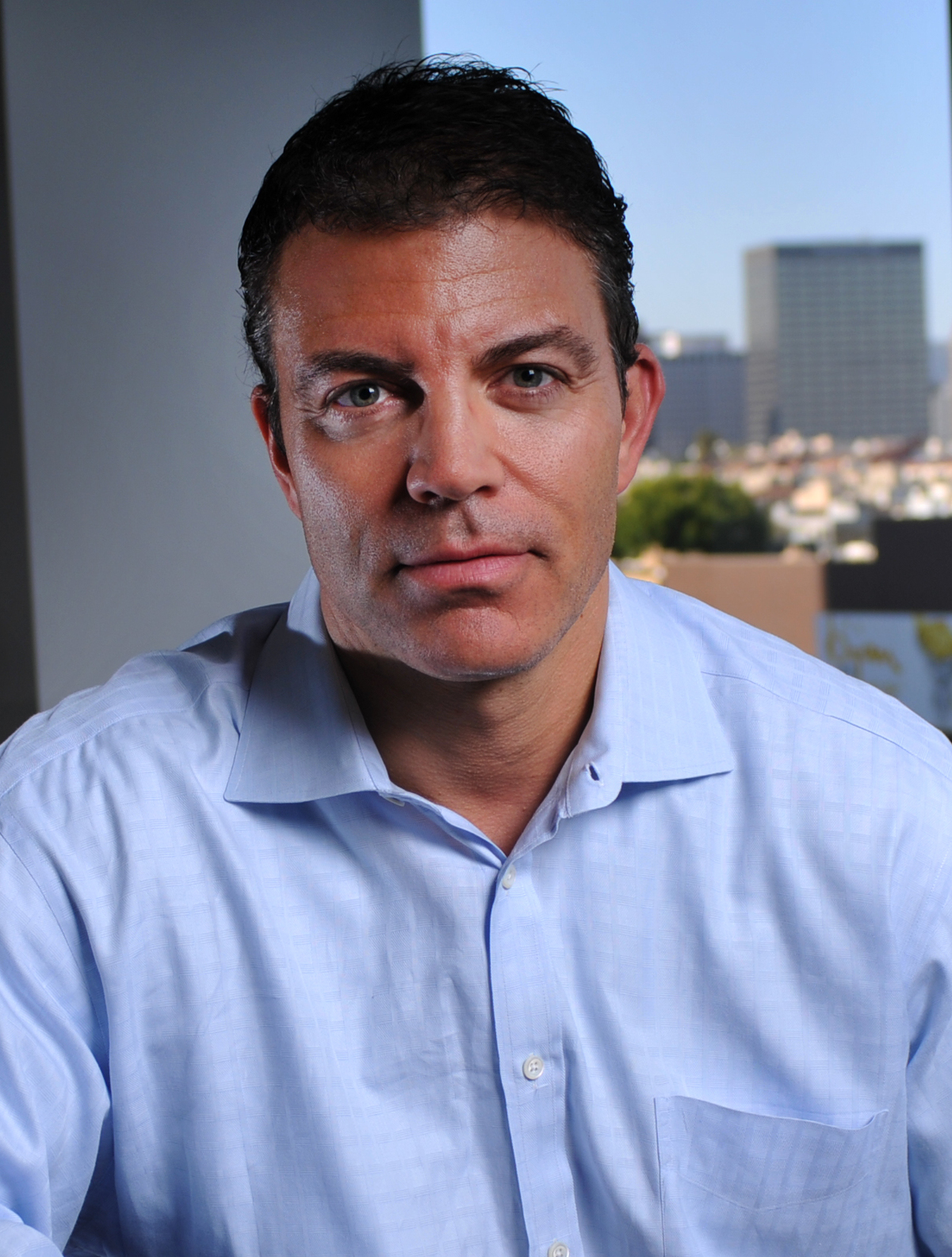
Thomas Philpson

Jan Tomas Philipson, känd som Tomas J. Philipson, född 5 april 1962 i Uppsala församling, är en svensk ekonom verksam i USA. Mellan 2017 och 2020 var han rådgivare till Donald Trump i dennes ekonomiska råd. Han har tidigare varit rådgivare åt George W. Bush.
Tomas J. Philipson är son till virologen Lennart Philipson och Malin, född Jondal, samt dotterson till Bo Jondal. Han har varit verksam som skribent vid bland annat Forbes samt som professor vid University of Chicago.
Philipson avlade kandidatexamen i matematik vid Uppsala universitet, innan han fortsatte sin utbildning vid Wharton School samt vid University of Pennsylvania, där han disputerade.

## Presidentrådgivare
Thomas J. Philipson var ekonomisk rådgivare i George W. Bushs administration för kommissionären för livsmedel och läkemedel och därefter ekonomisk rådgivare för chefen för Centers for Medicare and Medicaid Services. Han var rådgivare för den republikanske senatorn John McCain under dennes presidentkampanj 2008. År 2016 var Philipson kortvarigt medlem i Donald Trumps presidentövergångsteam. I augusti 2017 utsågs Philipson av president Donald Trump till en av tre medlemmar i Council of Economic Advisers. Philipson medverkade i Trumpadministrationens ansträngningar att motsätta sig Medicare för alla hälso- och sjukvårdssystem, främja Trumps avregleringsagenda, och främja den republikanska skattelagstiftningen 2017. Sedan Kevin Hassett hade avgått som ordförande för Council of Economic Advisers i juni 2019, utnämndes Philipson till tillförordnad ordförande, en tjänst som han hade tills han avgick i juni 2020.
I februari 2020, under en period då han var rådets ordförande, bagatelliserade Philipson offentligt hoten mot folkhälsan och de ekonomiska hoten från Covid-19 och sade: "Jag tror inte att corona är ett så stort hot som folk gör det till." Philipson hävdade att hot mot folkhälsan vanligtvis inte orsakar ekonomisk skada och att coronaviruset inte skulle vara lika skadligt som en normal influensasäsong, även om en studie från Vita huset i september förutsåg att en pandemisk sjukdom skulle kunna döda enormt många amerikaner och orsaka biljoner dollar i skada på landets ekonomi.
Philipson var värd i Sommar i P1 den 9 juli 2021.
I radioprogrammet Studio Ett i P1 2025-04-09 försvarade han delvis Donald Trumps tullar. Trots att han ursprungligen är svensk valde han att tala engelska i programmet.